# Хьюард, Пруденс
Пруденс Хьюард (англ. Efa Prudence Heward) (2 июля 1896 года — 19 марта 1947 года) — канадская художница, член группы художников «Бивер Холл», соучредитель канадской группы художников современного искусства.

## Биография
Пруденс Хьюард родилась в Монреале, Квебек, Канада в благополучной семье. Хьюард была шестым ребёнком в семье с восемью детьми. Начальное образование получила в частных школах. В раннем возрасте проявила интерес к искусству и с двенадцати лет посещала лекции в Монреальском музее изящных искусств художников-педагогов Уильяма Бримнера (1855—1925) и Мориса Каллена (1866—1934).
Во время Первой Мировой Войны Хьюард жила в Англии — там её братья служили в канадской армии, а Пруденс была волонтером Красного Креста. В конце войны, вернувшись в Канаду, она продолжила заниматься живописью и присоединилась группе канадских художников «Бивер Холл». В 1924 году её работы были показаны в Королевской канадской академии искусств в Торонто, Онтарио. В то время к творчеству женщин-художниц относились с недоверием, однако в 1932 году состоялась первая персональная выставка художницы, проходившая в галерее Скотта (Scott Gallery) в Монреале.
Для совершенствования своего художественного мастерства 1925—1926 годы художница провела в Париже, знакомясь с творчеством местных художников, обитателей Монпарнаса. В Париже она училась в Академии Коларосси, посещала на Монпарнасе кафе «Le Dome Café» — любимое место встреч североамериканских писателей и художников, в которое в свое время канадский писатель Морли Каллаган (Morley Callaghan) приводил своих друзей, Эрнеста Хемингуэя и Ф. С. Фицджеральда.

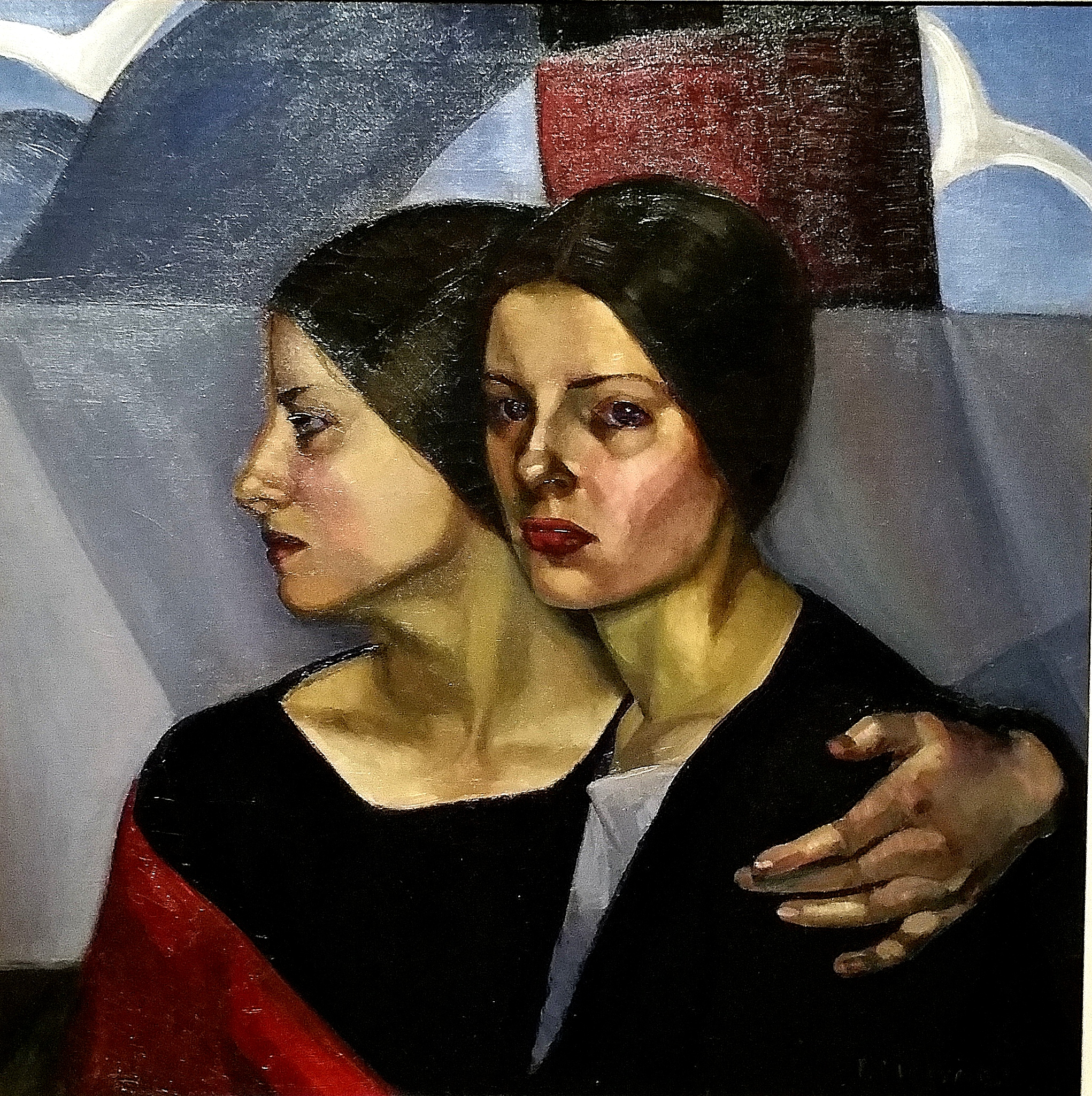
Иммигранты, Пруденс Хьюард, 1929, Частное Собрание, Торонто

В Париже Хьюард познакомилась с художником из Онтарио Изабелем Маклафлином (Isabel McLaughlin), с которым подружилась и впоследствии совершала поездки для рисования на пленере. В 1929 году картина худоджницы, Девушка на холме, получила главный приз на конкурсе имени генерал-губернатора Канады Фримен Фримен-Томас Уиллингдона, организованном Национальной галереей Канады.
Позднее Пруденс Хьюард была приглашена для участия на выставке работ художников Группы семи, где сблизилась с художником А. Джексоном, с которым она позднее совершала экскурсии по реке Святого Лаврентия.
В 1931 году художница вошла в состав группы художников A School of Drawing Painting Sculpture. В 1939 году после автомобильной аварии она долгое время восстанавливала пошатнувшееся здоровье. Во время Второй Мировой войны рисовала военные плакаты. В 1933 году Пруденс Хьюард стала одним из организаторов канадской группы художников «Canadian Group of Painters».
После войны обострилась её болезнь Бронхиальная астма, что не позволяло художнице в полное мере заниматься творчеством. В конце-концов, здоровье Пруденс Хьюард настолько ухудшилось, что она была вынуждена отказаться от занятий живописью. Художница умерла в 1947 году во время прохождения курса лечения в Лос-Анджелесе, Калифорния.

## Работы
Пруденс Хьюард писала пейзажи и натюрморты, но в первую очередь — людей. Среди её работ:
природа, портреты, люди, включая изображения с ню сюжетами. Последний сюжет в 1930-х годах был раскритикован Мишелем Нельсоном, которому не понравились её изображения чернокожих женщин.
Картины художницы в настоящее время находятся в нескольких канадских художественных галереях, в художественной галерее Виннипега, Монреальском музее изящных искусств и Национальной галерее Канады.
В 1996 году двоюродный брат Пруденс Хьюард, политик Heward Grafftey, написал о ней главу «Chapter Four: Prudence Heward» для книги Портреты в жизни.
2 июля 2010 года почта Канады выпустила памятную марку и почтовый блок в честь Хьюард. Эти марки вошли в серию «Искусство Канады».

## Галерея

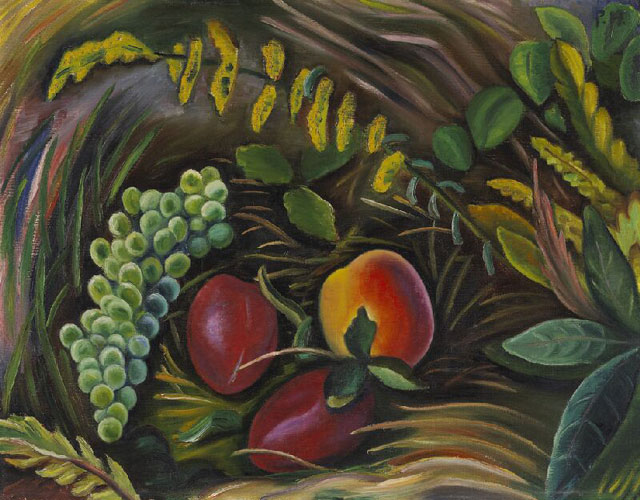
Пруденс Хьюард. Фрукты
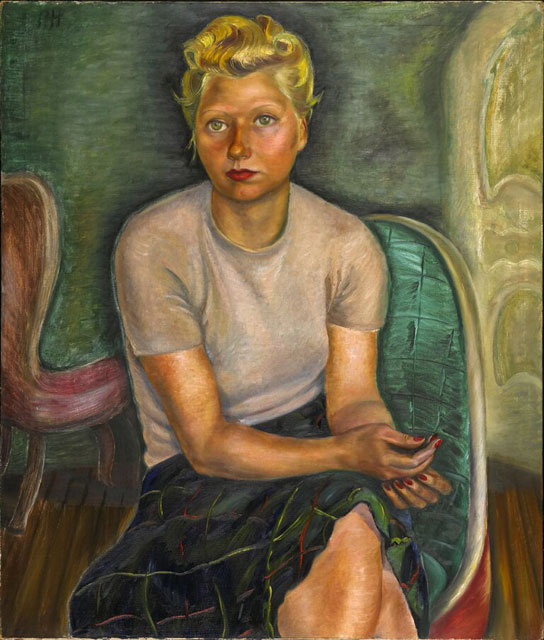
Портрет
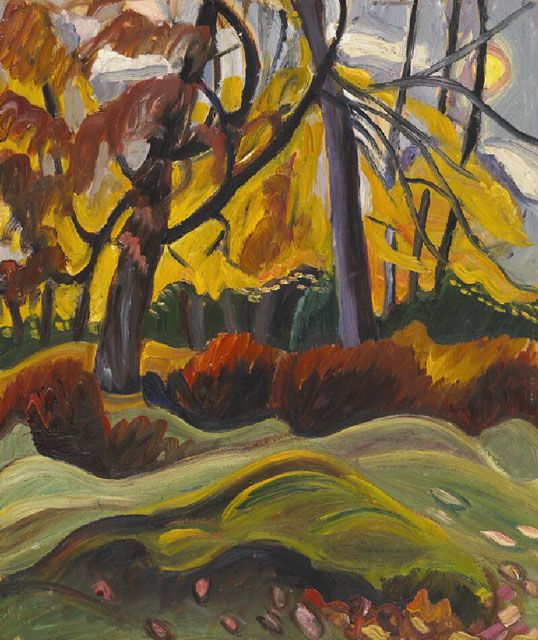
Осенний пейзаж
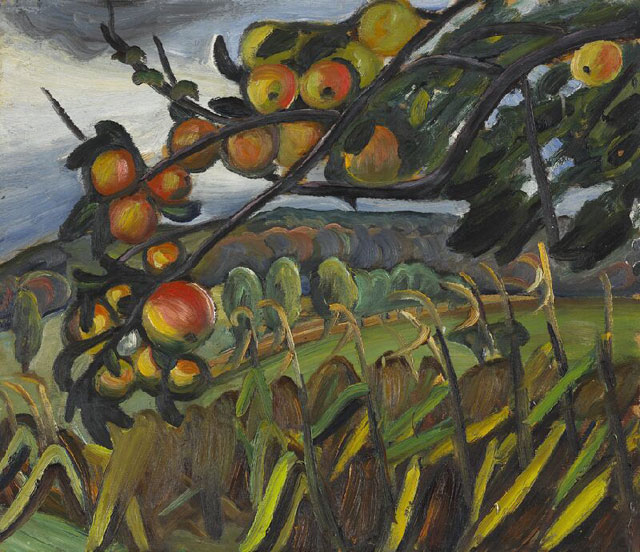
Деревья в портрете Элли
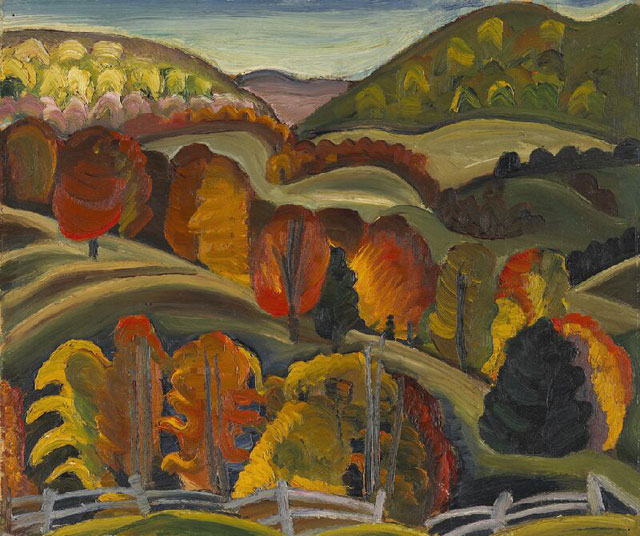
Осенние холмы
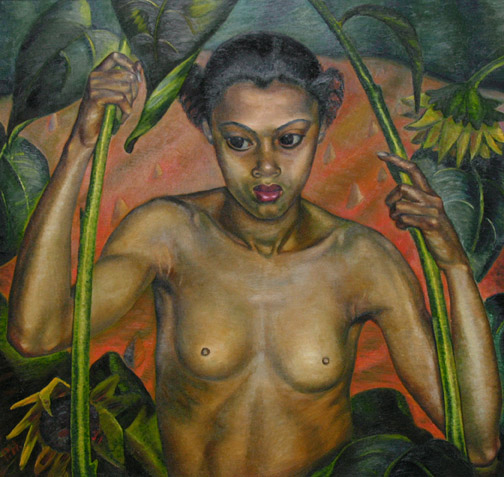
Афроамериканка с цветами
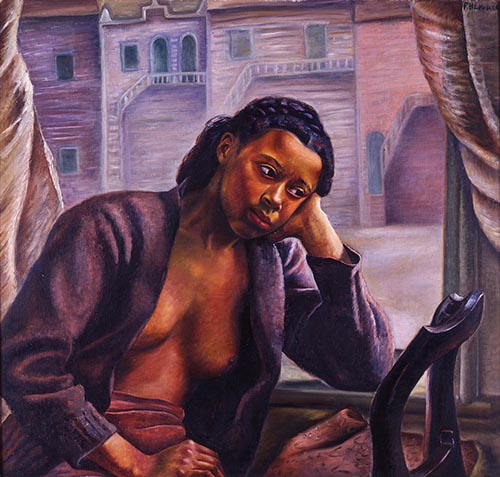
Девушка у окна